# Shohei Ono
Shohei Ono (født 3. februar 1992) er en japansk judoka. 
Ono betragtes som en af judos topkæmpere, efter at have vundet tre verdensmesterskaber og to olympiske guldmedaljer.
Han har været letvægtsdivisionens mest dominerende judoka, der har været ubesejret internationalt siden 2015.  Med speciale i uchi mata er han kendt for sin klassiske teknik og ippon-stil.
Han har en af de højeste ippon-rater i judo. Ono er også en af de mest søgte judokas på internettet.